# Sam Barlow
Sam Barlow je dizajner videoigara, najpoznatiji kao dizajner i pisac igara Her Story i dvaju britanskih Silent Hill igara, Silent Hill: Origins i Silent Hill: Shattered Memories. Prije je radio kao redatelj videoigara za Climax Studios. Napustio je studio 2014. godine kako bi sam razvijao videoigre. U lipnju 2015., objavio je prvu samostalnu igru, Her Story.

## Tekstualne igre
Barlow je samostalno razvijao tekstualne igre krajem 90-tih. Najznačajniju igru Aisle objavio je 1999. godine. Kao i njegove Silent Hill igre, igra je utemeljena na psihološkim testovima i radnjama.

## Utjecaji
Barlow često tvrdi kako su filmski redatelji i pisci nadahnuli njegov rad. Tvrdi da su Hitchcock, Luis Buñuel i J. G. Ballard utjecali na njegov rad za igru Silent Hill: Shattered Memories. Obje Silent Hill igre citiraju Shakespearea. Silent Hill: Origins se temelji na Oluji, a Silent Hill: Shattered Memories na Na Tri kralja ili kako hoćete. Također je nadahnut radovima Davida Lyncha, Marka Z. Danielewskog, Paula Austera, Shirely Jacksona i Gene Wolfea.

## Videoigre
Barlow je radio na najmanje deset videoigara od 2002. godine, najmanje osam on njih je objavljeno.
- Aisle (1999.) (razvijač)
- Serious Sam: Next Encounter (2004.) (dizajner)
- Crusty Demons(2007.) (glavni dizajner)
- Ghost Rider (2007.) (glavni dizajner)
- Silent Hill: Origins (2007.) (glavni dizajner i pisac)
- Elveon (neobjavljena) (glavni dizajner i pisac)
- Silent Hill: Shattered Memories (2009.) (glavni dizajner i pisac)
- Legacy of Kain: Dead Sun (neobjavljena) (redatelj)
- Her Story (2015.) (redatelj i pisac)
- Telling Lies (2019.) (glavni dizajner, redatelj i pisac)